# Конкуренция уголовно-правовых норм
Конкуренция уголовно-правовых норм имеет место в случаях, когда одно и то же деяние регулируется двумя нормами уголовного законодательства, из которых подлежит применению только одна.

## Законодательные положения, касающиеся конкуренции уголовно-правовых норм
Нормы о конкуренции редко встречаются в законодательных актах, хотя соответствующие нормы всё же встречаются в отдельных уголовных кодексах. Так, УК Испании предусматривает, что если деяние подпадает под действие двух или более норм УК, то должны применяться правила, согласно которым специальная норма имеет приоритет перед общей нормой, дополнительная норма применяется только при отсутствии главной, норма, предусматривающая более строгое наказание, исключает необходимость одновременного применения нормы с менее суровой санкцией. В англо-американском праве конкуренция уголовно-правовых норм рассматривается в рамках учения о «включающих» и «включаемых» преступлениях: признаки более сложного преступления (например, предумышленного убийства) считаются включающими признаки менее сложного (например, непредумышленного убийства).

## Виды конкуренции
Конкуренция норм бывает разных видов:
- темпоральная — когда в конкуренцию вступают нормы, действовавшие в различные периоды времени.
- пространственная — конкуренция норм с различным территориальным действием.
- иерархическая — конкуренция норм разной юридической силы (в уголовном праве практически не встречается, так как в большинстве случаев уголовно-правовые нормы содержатся только в актах, имеющих одинаковую юридическую силу; может иметь место лишь в связи с неконституционностью отдельных норм уголовного закона или несоответствием их общепринятым принципам и нормам международного права).
- содержательная

Основным видом конкуренции является содержательная конкуренция норм уголовного права. Она также делится на виды:
- конкуренция общей и специальной нормы
- конкуренция части и целого
- конкуренция общей и специальной части целого с исключительной нормой
- неоднократная конкуренция.

## Конкуренция общей и специальной нормы
Из этих видов основным является конкуренция общей и специальной нормы. Как правило, такая конкуренция разрешается в пользу специальной нормы. Так, в соответствии с ч. 3 ст. 17 УК РФ, если преступление предусмотрено одновременно двумя нормами уголовного закона: общей и специальной, содеянное квалифицируется только по специальной норме.
Специальной является норма, конкретизирующая признаки общего деяния применительно к конкретному объекту посягательства: например, состав посягательства на жизнь сотрудника правоохранительных органов (ст. 317 УК РФ) является специальным по отношению к составу убийства (ст. 105 УК РФ); при этом конкретизации подвергаются характеристики потерпевшего, мотив и цель посягательства. Специальную норму также образует квалифицированный или привилегированный состав преступления по отношению к основному составу.
В конкуренцию также могут вступать несколько специальных норм. В случае, если конкурируют несколько квалифицированных составов (например, ч. 2 и ч. 4 ст. 158 УК РФ), применению подлежит состав, устанавливающий наиболее строгую ответственность. Напротив, если в конкуренции находятся два привилегированных состава, применению подлежит наиболее мягкий (например, при конкуренции убийства в состоянии аффекта и при превышении пределов необходимой обороны деяние квалифицируется только по последнему составу).
Если в конкуренцию вступают квалифицированный и привилегированный состав, применению подлежит норма о привилегированном составе: даже если, допустим, убийство будет совершено с особой жестокостью, но в состоянии аффекта, применению подлежит не ч. 2 ст. 105, а ст. 107 УК РФ.

## Конкуренция части и целого
Конкуренция части и целого имеет место в тех случаях, когда одна из уголовно-правовых норм охватывает всё деяние целиком, а вторая лишь его часть. При конкуренции простых и сложных составов (части и целого) применяется норма со сложным составом, если в содеянном содержатся все её признаки, так как сложный состав полнее отражает деяние, чем каждый из включённых в него простых.
Трудности в квалификации вызывают ситуации, когда описание квалифицирующих обстоятельств одного состава даётся неконкретно, с использованием оценочных понятий: тяжкие последствия (в УК РФ — ч. 2 ст. 167, ч. 3 ст. 285, ч. 3 ст. 286 и так далее), применение насилия без уточнения его характера (в УК РФ — ч. 3 ст. 286, ч. 2 ст. 330 и так далее). Решающим фактором является соотношение санкций. Если санкция сложного состава меньше или равна санкции простого, деяние не охватывается сложным составом и требуется квалификация по совокупности; если наоборот — квалификация идёт по сложному составу.
Конкуренция части и целого имеется также в случаях, когда деяние может квалифицироваться как оконченное причинение менее тяжкого вреда или неоконченное — более тяжкого. В подобных случаях налицо конкуренция части и целого, которая разрешается в пользу квалификации как покушения, поскольку оно полнее отражает содеянное за счёт того, что учитывается направленность умысла.